# WD 1310-472
WD 1310-472 es una enana blanca encuadrada en la constelación de Centauro.
Extremadamente tenue, su magnitud aparente es +17,08, y fue descubierta en 1986 por un grupo de la Universidad de Chile encabezado por María Teresa Ruiz.
Aunque inicialmente se pensó que estaba a menos de 15 años luz del sistema solar, hoy se sabe que se encuentra a 49 años luz.
WD 1310-472 tiene tipo espectral DC11 y su atmósfera está compuesta de hidrógeno puro, pese a su naturaleza DC, ya que en la mayor parte de estas enanas blancas el helio es el elemento predominante.
La temperatura efectiva de este remanente estelar es de sólo 4158 ± 72 K, 4220 K según otro estudio.
Como las enanas blancas no generan energía por fusión nuclear, sino que radian al exterior el exceso de calor a un ritmo constante, con el tiempo su temperatura superficial va descendiendo; WD 1310-472 tiene una edad estimada —como remanente estelar— de 9310 millones de años.
De hecho, entre todas las enanas blancas a menos de 20 pársecs del sistema solar, es la que tiene una menor temperatura y una mayor antigüedad.
Asimismo, la luminosidad de estos objetos decrece con el tiempo, siendo la luminosidad de WD 1310-472 igual al 0,0038% de la luminosidad solar.
La estrella de Van Maanen —la enana blanca solitaria más próxima al Sol— es cinco veces más luminosa que ella, mientras que al compararla con Sirio B, esta última es casi 800 veces más luminosa.
WD 1310-472 posee una masa de 0,63 masas solares, ligeramente inferior a la de la citada Estrella de Van Maanen.